# Gäddtjärnen (Vänjans socken, Dalarna, 673748-141213)
Gäddtjärnen är en sjö i Mora kommun i Dalarna och ingår i Dalälvens huvudavrinningsområde. Sjön har en area på 0,132 kvadratkilometer och ligger 299,3 meter över havet.

## Delavrinningsområde
Gäddtjärnen ingår i det delavrinningsområde (673780-140967) som SMHI kallar för Ovan 673784-140937. Medelhöjden är 350 meter över havet och ytan är 23,48 kvadratkilometer. Det finns inga avrinningsområden uppströms utan avrinningsområdet är högsta punkten. Rämyrån (Vanån) som avvattnar avrinningsområdet har biflödesordning 4, vilket innebär att vattnet flödar genom totalt 4 vattendrag innan det når havet efter 350 kilometer. Avrinningsområdet består mestadels av skog (75 procent) och sankmarker (16 procent). Avrinningsområdet har 0,13 kvadratkilometer vattenytor vilket ger det en sjöprocent på 0,6 procent.